# 霊官渡駅
霊官渡駅（れいかんとえき）は、中華人民共和国湖南省長沙市天心区にある3号線の駅である。

## 駅構造
- 1号線：島式ホーム1面

## 駅周辺
- 労動路
- 霊官渡街
- 向家湾